# 좀100 ~좀비가 되기 전에 하고 싶은 100가지~
《좀100 ~좀비가 되기 전에 하고 싶은 100가지~》(일본어: ゾン100〜ゾンビになるまでにしたい100のこと〜 존햐쿠 존비니 나루 마에니 시타이 햐쿠노코토[*])는 아소 하로가 원작을 맡고 타카타 코타로가 작화를 맡은 일본의 만화 작품이다. 《월간 선데이 제넥스》(쇼가쿠칸)에서 2018년 11월호부터 연재 중이다. 2023년 9월 시점에서 전자서적을 포함한 누계 부수는 125만 부를 돌파했다.
미디어 믹스로서, 2023년에 텔레비전 애니메이션이 방송되었고 실사 영화가 넷플릭스에 공개되었다.

## 제작 배경

### 주인공의 구상
원작자 아소는 신작에 대해 구상하고 있었는데, '좀비물을 하자'라고 생각했다. 그러나 '좀비는 만화나 영화에서 상당히 하고 있다.' 때문에 거기서 '좀비를 즐거운 것으로서 파악할 수 있는 주인공'을 떠올린 아소는, '좀비'보다 '현실'의 사람이 싫은 것이 아닌가하는 '"좀비"와 "사축"을 섞으면 재미있을 것 같다'라고 생각해, 사축을 주인공으로 하는 발상에 이르렀다.
회사원 경험이 없는 아소는 친구 샐러리맨에게 취재를 실시했다. 주말에 마시면서 친구의 푸념를 메모에 가는 동안 아소는 "이럴거면 좀비가 낫지 않을까"라고 생각했다. 그 이야기로부터, '하고 싶은 것은 전부 미루고 회사의 일에 매진한다.'라고 하는 주인공 '아키라'를 구상해 갔다. 그리고, '아키라'를 '좀비 월드'에 집어넣어 본작이 제작되었다.

### 작화 담당
아소와 작화를 담당하고 있는 타카다는, '원래 캠프를 잘 함께 가는 개인적인 친구'의 관계였다. 아소에 따르면 타카다는 "이 연재가 끝나면 친가로 돌아가 농업과 사냥을 한다" 등 "언제나 현실에서 도망치고 싶어"라는 발언을 했었다. 거기서 아소는 이야기를 구상했을 때에 타카다가 떠오르고, 그에게 '지금 어떻게 하고 있습니까? 수렵이 하고 싶습니까?'라는 내용의 전화를 걸어 함께 작품을 만들지 않겠느냐고 권유했다. 거기서 타카다가 '두 대답으로 인수'한 것에 의해, 타카다가 작화를 담당하고 있다.

## 줄거리
블랙 기업에 근무하는 텐도 아키라(아키라)는 연일 갑질과 서비스 야근으로 인간다운 생활을 할 수 없어 자살 욕구를 가질 정도로 지쳐 있었다.그러던 어느 날 아침, 기상하자 거리는 좀비들로 넘쳐나고 있었다. 아키라는 그 모습을 보면서 오늘부터 회사에 안 가도 되지 않느냐며 환호한다.
이렇게 회사에서 풀려나 자유의 몸이 된 아키라는 좀비가 되기 전까지 하고 싶은 100가지 목록을 작성하면 그 내용을 달성하기 위해 절친한 친구 류자키 켄이치로(켄쵸)를 만나러 가서 아침까지 술을 새우고 효도를 위해 친정에 귀성하는 등 자신이 하고 싶은 일을 점점 실현시켜 나간다.

## 등장인물
나이는 연재 개시 초기의 것이다. 성우는 TV 애니메이션판의 성우다. 배우는 실사 영화판의 배우다.

### 주요 인물
텐도 아키라(天道 輝)/아키라(アキラ)
성우 - 우메다 슈이치로 / 배우 - 아카소 에이지
본작의 주인공. 24살. 제작사에 취직해도, 그 회사는 입사 첫날부터 밤샘 서비스 야근을 시키고 며칠째 집에 가지 못하는 것도 자라라는 블랙 기업이었기 때문에 사람답게 생활하는 것이 이루어지지 않아 우울증을 앓고 있었다.
그러나 어느 날 아침 거리는 좀비들로 가득 차 있고, 그걸 본 아키라는 오늘부터 회사에 안 가도 되지 않느냐며 환호한다. 회사에서 풀려나 자유로워진 아키라는 단번에 긍정적인 인간으로 거듭나고, 먼저 "3년치의 마음을 전하지 않고 후회할 바에야 좀비에게 잡아먹히는 것이 낫다"며 회사에 입사 당시부터 첫눈에 반했던 오오토리에게 고백하러 가는 등 팬데믹이 일어나고 있다고 생각되지 않는 행동을 시작한다.
미카즈키 시즈카(三日月 閑)/시즈카(シズカ)
성우 - 쿠스노키 토모리 / 배우 - 시라이시 마이
본작의 히로인. 외국계 금융맨. 26세. 위험 회피를 제일 먼저 생각하고 논리적으로 사는 타입.
팬데믹이 일어났을 때는 100개 이상의 좀비 영화를 보고 연구해 '좀비가 되지 않기 위해 해야 할 100가지 일'이라는 목록을 작성했다. 식량 조달을 위해 편의점에 갔을 때 맥주를 조달하러 온 아키라와 만나 라인 교환을 제안받지만 "위험 회피도 제대로 못하는 사람과 얼라이언스를 맺는 메리트는 기대할 수 없다"고 일축했다.
류자키 켄이치로(竜崎 憲一朗)/켄쵸(ケンチョ)
성우 - 후루카와 마코토 / 배우 - 야나기 슌타로
아키라의 가장 친한 친구. 24세. 별명은 '켄쵸'(ケンチョ).
대학 졸업 후에는 부동산 회사에 취업해, 앞으로의 커뮤니케이션 능력을 살려 생활을 보내고 있었다. 그러나 실제로는 손님에게 거짓말을 늘어놓고 거의 속이고 계약을 하고 있었기 때문에, 본심에서는 인생을 즐기고 있다고는 할 수 없고, 사실은 손님에게 진심으로 즐길 수 있는 코미디언이 되고 싶었다 . 판데믹 발생 후에 아키라로부터 '그렇다면 지금부터 되면 좋지 않을까'라고 듣고, 코미디언을 목표로 하는 것을 결의. 아키라의 하고 싶은 것 리스트에 스스로도 하고 싶은 것을 쓰고, 함께 리스트를 달성하기 위해 함께 여행에 나간다.
베아트릭스 아멜하우저(ベアトリクス・アメルハウザー)/베아(ベア)
성우 - 타카하시 미나미
일본 문화를 아주 좋아하는 독일인. 21세. 어릴 때부터 내 눈으로 일본 문화를 보고 피부로 느끼고 싶었고, 겨우 모은 돈으로 일본에 온 날 아침 팬데믹이 발생했다.
스시를 먹기 위해 일본에 살아남은 마지막 초밥 장인에게 생선을 배달하던 중 아키라 일행과 만나 그대로 함께 여행을 하게 된다.
검술이 뛰어나 갑옷을 입은 채로 대량의 좀비를 베어낼 수 있을 정도다.
상당한 거유이며 온천에 들어갈 때는 남성용 유카타를 입어도 가슴이 부풀어 오를 정도다.
미나카타 타케루(南方 健)/타케미나(タケミナ)
아키라, 켄쵸의 대학 시절의 절친. 25세. 타고난 도박 체질로 대학 졸업 후에는 정직하지 않고 도박 생활을 해왔다.
람다 촙(ラムダ・チョップ)
무인 AI 호텔에서 개발된 AI 호텔 종업원.
이즈나(イズナ)
좀비에 물려도 감염되지 않는 특이 체질의 소녀. 시즈카가 좀비에게 물렸을 때 그녀의 혈액으로 혈청을 만들어서 수혈해주었다.

### 아키라의 회사
코스기 곤조(小杉 権蔵)
성우 - 미야케 켄타 / 배우 - 키타무라 카즈키
아키라의 회사원 시절 상사. 지시를 돌리는데다 자신의 잘못을 인정하지 않거나 자신보다 먼저 귀가하는 것을 허락하지 않는 등 전형적인 갑질 상사답게 악랄한 인물이며 아키라를 비롯한 부하에 관해서도 '언제든지 대체 가능한 부품'으로밖에 생각하지 않았다.
오오토리 사오리(鳳 沙織)
성우 - 아마미야 소라 / 배우 - 이치카와 유이
아키라가 근무하던 회사의 경리 담당. 미인인 OL.
아키라에게 블랙 기업에 다니고 있어도 어떻게든 제정신을 유지할 수 있는 존재였지만 실제로는 사장의 애인이였다. 아키라는 그것을 눈치챘고, 이것도 그의 우울증을 가속시켰다.
팬데믹 발생 시에는 자택에서 사장과 함께 좀비화가 되어 있었다.
사장
성우 - 챠후린 / 배우 - 카와사키 마요
아키라가 다니던 회사의 사장. 블랙 기업의 경영자로 언뜻 보면 온후한 인물이지만 애인으로 삼았던 사오리를 고용해 직장에서 성행위를 하던 인물이다.

### 히구라시 그룹
히구라시 칸타(日暮 莞太)
성우 - 오카모토 노부히코
아키라의 대학시절 동급생. 입담배가 특징인 청년. 무기는 다이너마이트. 동료들과 함께 아키라 고향 마을로 피신했다가 막혀 있던 터널을 뚫어 좀비를 마을로 끌어들였다. 그 자신도 동료들과 함께 좀비가 되기 전에 하고 싶은 100가지 목록을 만들고 있는데, 그 내용은 '다이너마이트를 폭발시킨다.', '진짜 총을 쏜다.' 등 위험한 것뿐이다.
칸바야시 토코(寒林 陶子)
성우 - 이와미 마나카
칸타의 동료. 안경 쓴 눈에 다크 서클이 있는 여자. 무기는 전기톱.
쿠라스기 시게노부(蔵杉 重信)
성우 - 오기노 세이로
칸타의 동료.
아텐보 나오키(阿天坊 直己)
성우 - 타케다 코지
칸타의 동료. 비만 체형의 남자. 무기는 총. 원래 직장인 이탈리안 레스토랑에서는 자신의 실수에 대해 변명만 하고 반성하지 않는 태도가 드물어져, 폐점 후 청소 중 금지된 담배의 불미스러운 처리로 가게를 전소시켰을 때도 시종일관 변명을 했다.

### 아키라의 고향
텐도 테루오(天道 照夫)
성우 - 키노시타 히로유키
아키라의 아버지. 부부가 농사를 짓는다. 완고한 타입으로 말수는 적다.
텐도 아키코(天道 明子)
성우 - 사사키 유코
아키라의 어머니.

### 기타 등장인물
관리인
성우 - 타츠타 나오키 / 배우 - 사토이 켄타
아키라가 살고 있는 맨션의 관리인이자 아키라가 가장 먼저 마주친 좀비.
코사카 미키오 (香坂 三喜男), 코사카 스미레 (香坂 すみれ)
성우 - 사카구치 슈헤이, 마츠모토 사라 / 배우 - 타카하시 요, 하야미 아카리
아키라 옆 아파트에 사는 부부. 코사카 가의 아파트가 좀비에게 공격당한 상황을 본 아키라는 그 둘이 좀비가 된 줄 알지만 사실 도망쳤다.
레이카(レイカ)
성우 - 히카사 요코 / 배우 - 나카타 쿠루미
아키라와 켄쵸가 대형 TV를 입수하는 과정에서 좀비의 습격을 받아 달아난 백화점 지하에서 만난 스튜어디스 여성 3인조 중 한 명.
아키라의 좀비가 되기 전에 하고 싶은 100가지 일 목록에 '스튜어디스와 미팅을 한다'는 것이 있었기 때문에 백화점 지하에 있던 술과 안주를 확보해 아키라 일행과 미팅을 하게 되는데 역시 백화점 지하에 있다가 좀비화된 중년 남자에게 습격당해 사망했다. 그런 다음 좀비화한다.
마키(マキ)
성우 - 아사쿠라 모모 / 카케이 미와코
레이카와 마찬가지로 백화점 지하에 숨어 있던 스튜어디스 3인조 중 한 명. 초면의 켄쵸와 곧바로 성관계한다.
유카리(ユカリ)
성우 - 와카야마 시온
레이카, 마키와 마찬가지로 백화점 지하에 숨어 있던 스튜어디스 3인조 중 한 명. 미팅에서 만취한 아키라를 간호하는 등의 상냥함을 가진다. 남자친구가 있어 거리에 좀비가 발생하고 나서 연락이 안 된다는데 꼭 살아서 다시 만날 수 있을 거라고 믿었다. 나중에 좀비화된 중년 남자에게 습격당해 물려버려 아키라를 감싸고 사망했다.
중년 남성
성우 - 노세 이쿠지 / 배우 - 도론즈 이시모토
아키라와 겐초가 대형 TV를 손에 넣는 과정에서 좀비에게 습격당하자 달아난 백화점 지하에서 만난 남성.아키라들이 백화점 지하에 도착했을 때는 이미 물린 흔적이 있었고 좀비화될 운명이었지만 주변에는 그것을 숨기고 있었다. 좀비화한 뒤에는 레이카와 유카리를 감염시켰다.
스시 장인
성우 - 나카무라 코타로
아키라, 시즈카, 켄쵸, 베아트릭스 4명이 좀비가 되기 전에 하고 싶은 100가지 목록의 7번째 회전 아닌 초밥 실컷 먹기를 달성하기 위해 찾은 스시 장인. 아키라 일행에게 "오늘 밤은 가게 술 한 잔부터 마셔줘!"라고 말하며 호쾌하게 대접한다.
쿠마노 마사루(熊野 勝)
성우 - 쿠스미 나오미
아키라의 고향으로 가는 길 숲 속에 있던 목수. 좀비 회피를 위해 트리하우스를 건설한다. 눈앞에서 좀비화된 아내에게 아들이 물리는 바람에 스스로의 손으로 두 사람을 죽였다.

## 서지 정보
- 아소 하로(원작)/타카타 코타로(작화) 《좀100 ~좀비가 되기 전에 하고 싶은 100가지~》 쇼가쿠칸 〈선데이 GX 코믹스〉
  1. 2019년 3월 19일 발매[12], ISBN 978-4-09-157561-6
  2. 2019년 7월 19일 발매[13], ISBN 978-4-09-157568-5
  3. 2019년 10월 18일 발매[14], ISBN 978-4-09-157575-3
  4. 2020년 2월 19일 발매[15], ISBN 978-4-09-157587-6
  5. 2020년 10월 16일 발매[16], ISBN 978-4-09-157598-2
  6. 2020년 10월 16일 발매[17], ISBN 978-4-09-157609-5
  7. 2021년 1월 19일 발매[18], ISBN 978-4-09-157621-7
  8. 2021년 5월 19일 발매[19], ISBN 978-4-09-157636-1
  9. 2021년 10월 19일 발매[20], ISBN 978-4-09-157653-8
  10. 2022년 2월 18일 발매[21], ISBN 978-4-09-157669-9
  11. 2022년 6월 17일 발매[22], ISBN 978-4-09-157681-1
  12. 2022년 11월 17일 발매[23], ISBN 978-4-09-157700-9
  13. 2023년 2월 17일 발매[24], ISBN 978-4-09-157728-3
  14. 2023년 6월 30일 발매[25], ISBN 978-4-09-157756-6
  15. 2023년 9월 19일 발매[26], ISBN 978-4-09-157781-8

## TV 애니메이션
2023년 7월부터 9월까지 제1화부터 제9화까지 마이니치 방송·TBS 계열 '일5' 등에서 방송되었다. 같은 계열에서는 제4화 방송 다음 주 8월 6일에 특별 프로그램 '좀100 특번 ~좀비로부터 도망치기 위해 준비하고 싶은 100가지~'가 방송되었다. 출연은 무카이 사토시, 칸 료타로, 미치오, 오카모토 타케시. 또, 프로그램내에서는 OP 아티스트인 KANA-BOON의 멤버가 VTR 출연했다. 8월 20일은 2023년 세계 육상 선수권 대회 방송으로 인해 결방되었다. 제작 지연으로 인해 9월 10일에는 제1화부터 제7화의 총집편 《좀100 총집편 ~군마에 도착하기까지 복습하고 싶은 100가지~》가 방송되었다. 이 제작 지연이 길어져 3분기 애니메이션의 방송 시간대가 없어져 제10화 이후의 방송 일정을 트위터로 발표한다고 고지했지만, 10월 상순 이후 공식 트위터의 갱신이 멈춰 있었다. 11월 6일, 공식 트위터에서 제10화부터 제12화가 12월 25일 23시 40분~다음 날 1시 10분에 연속 방송 예정임이 발표되어 방송되었다.

### 스태프
- 원작 - 아소 하로(⿇⽣⽻呂), 타카타 코타로(⾼⽥康太郎)[3]
- 감독·음향 감독 - 카와고에 카즈키(川越一生)[3]
- 부감독 - 우에다 하나코(上田華子)[3]
- 시리즈 구성·각본 - 세코 히로시(瀬古浩司)[3]
- 캐릭터 디자인 - 타나카 키이(田中紀衣)[3]
- 좀비 디자인 - 후쿠치 준페이(福地純平)[3]
- 서브 캐릭터 디자인 - 타카다 하루히토(髙田晴仁), 카츠키 마이코(香月麻衣子), 오가와 아카네(小川 茜)
- 메인 애니메이터 - 노무라 하루요시(野村治嘉), 토리이 하야토(鳥井隼人), 윌리엄 리(William LEE), 이시마루 후미노리(石丸史典)
- 미술 감독 - 곤페이 타케토(権瓶岳斗)
- 색채 설계 - 오오우치 아야(大内 綾)
- 촬영 감독 - 하세가와 나호(長谷川奈穂)
- 편집 - 혼다 유키(本田優規)
- 음악 - 미야자키 마코토(宮崎 誠)[3]
- 선곡 - 고다 마이코(合⽥⿇⾐⼦)[3]
- 음향 제작 - dugout[3]
- 프로듀서 - 오카모토 준야(岡本順哉), 하세가와 유키(長谷川友紀), 사토 에미(佐藤エミ), 모미야마 에미(籾山恵美), 카메이 히로시(亀井博司)
- 애니메이션 프로듀서 - 코지마 히로아키(児島宏明)
- 애니메이션 제작 - BUG FILMS[3]
- 애니메이션 제작협력 - 샤프트(제1화~제5화)[31]
- 제작(制作) - 쇼가쿠칸 슈에이샤 프로덕션[3]
- 제작(製作) - 좀100 제작위원회

### 주제가
송 오브 더 데드(ソングオブザデッド)
KANA-BOON에 의한 오프닝 테마. 작사·작곡은 타니구치 마구로, 편곡은 KANA-BOON.
해피니스 오브 더 데드(ハピネス オブ ザ デッド)
시유이에 의한 엔딩 테마. 작사·작곡·편곡은 jon-YAKITORY.

### 방영 목록
| 화수   | 제목                                                          | 그림 콘티       | 연출            | 작화 감독 | 총작화 감독                                     | 방송일         |
| ------ | ------------------------------------------------------------- | --------------- | --------------- | --- | ----------------------------------------------- | -------------- |
| 제1화  | アキラ オブ ザ デッド 아키라 오브 더 데드                     | 카와고에 카즈키 | 카와고에 카즈키 | 후쿠치 준페이 오가와 아카네 카츠키 마이코 사이토 카이 | 카라스 히로아키                                 | 2023년 7월 9일 |
| 제2화  | バケットリスト オブ ザ デッド 버킷리스트 오브 더 데드         | 우에다 하나코   | 마에야 토시히로 | 이시마루 후미노리 오가와 아카네 카츠키 마이코 츠바타 요시아키 쿠니유키 유리에 오기 타에코 趙小川 徐超 陳玲玲 姜海華 노무라 하루요시 후쿠치 준페이 사이토 카이 | 타나카 키이 타카다 하루히토 카라스 히로아키     | 7월 16일       |
| 제3화  | ベストフレンド オブ ザ デッド 베스트 프렌드 오브 더 데드      | 시노하라 준     | 시노하라 준     | 시미즈 카츠유키 타카하시 미키 이토 요시아키 아사이 아키토 타카노 아키히사 마츠자키 요시카츠 카와시마 쿠미코 사메지마 히사시 이와모토 리나 시오츠키 카즈야 미야지마 히토시 와다 켄토                                                                               | 야마무라 히로키                                 | 7월 23일       |
| 제4화  | CA オブ ザ デッド 스튜어디스 오브 더 데드                     | 오오시마 카츠야 | 오오시마 카츠야 | 이시마루 후미노리 후쿠치 준페이 카츠키 마이코 사이토 카이 타지마 미즈호 오가와 아카네 요시다 와카코 쿠니유키 유리에 츠바타 요시아키 나카지마 아츠코 | 카라스 히로아키 타카다 하루히토                 | 7월 30일       |
| 제5화  | ヒーロー オブ ザ デッド 히어로 오브 더 데드                   | 타메미즈 쇼타로 | 타메미즈 쇼타로 | 시미즈 카츠유키 아사이 아키토 카와시마 쿠미코 마츠자키 요시카츠 타카하시 미키 와다 켄토 이토 요시아키 사메지마 히사시 미야지마 히토시 타카노 아키히사 趙小川 徐超 陳玲玲 姜海華                                                                                   | 카라스 히로아키 타카다 하루히토 나카지마 아츠코 | 8월 13일       |
| 제6화  | キャンピングカー オブ ザ デッド 캠핑카 오브 더 데드           | 마에야 토시히로 | 마에야 토시히로 | 우에다 하나코 오가와 아카네 타지마 미즈호 후쿠치 준페이 키타야마 슈이치 쿠니유키 유리에 사이토 카이 토미자와 카즈오 후지와라 요시카즈 와다 타쿠야 Adam Dmitrzuk 江湧                                                                                              | 카라스 히로아키 타카다 하루히토                 | 8월 27일       |
| 제7화  | SA オブ ザ デッド 휴게소 오브 더 데드                         | 우에다 하나코   | 몬마 카즈야     | 이시마루 후미노리 우에다 하나코 오가와 아카네 카츠키 마이코 타지마 미즈호 오가와 리나 키비단고 14호 소토자키 코테츠 타메미즈 쇼타로 츠바타 요시아키 히나타 마사키 미야니시 타마코                                                                                 | 카라스 히로아키                                 | 9월 3일        |
| 제8화  | スシ&ホットスプリング オブ ザ デッド 초밥 & 온천 오브 더 데드 | 쿠지 고로       | 쿠지 고로       | 이시마루 후미노리 오가와 아카네 후쿠치 준페이 우에타케 야스히코 오쿠노 노리후미 쿠니유키 유리에 사이토 카이 토미자와 카즈오 나카지마 아츠코 나카조 에츠오 미나미하라 요시코 와카바야시 마사루                                                                     | 우에다 하나코 타카다 하루히토                   | 9월 17일       |
| 제9화  | ツリーハウス オブ ザ デッド 트리하우스 오브 더 데드           | 하리마 유우     | 하리마 유우     | 이시마루 후미노리 우에다 하나코 카츠키 마이코 타지마 미즈호 사토 코노미 소토자키 코테츠 츠바타 요시아키 와다 타쿠야 송현주 한은미 박영희 최은영 | 카라스 히로아키                                 | 9월 24일       |
| 제10화 | ホームタウン オブ ザ デッド I 홈타운 오브 더 데드 I           | 칸노 사치코     | 칸노 사치코     | 나카지마 아츠코 쿠니유키 유리에 타지마 미즈호 미나미하라 요시코 요시다 와카코 오가와 아카네 우에타케 야스히코 토미자와 카즈오 후쿠치 준페이 사이토 카이 | 타카다 하루히토                                 | 12월 25일      |
| 제11화 | ホームタウン オブ ザ デッド II 홈타운 오브 더 데드 II         | 타카기 히로아키 | 타카기 히로아키 | 우에다 하나코 오가와 아카네 타지마 미즈호 이시마루 후미노리 카츠키 마이코 쿠니유키 유리에 사이토 카이 와다 타쿠야 츠바타 요시아키 소토자키 코테츠 | 카라스 히로아키                                 | 12월 25일      |
| 제12화 | ホームタウン オブ ザ デッド III 홈타운 오브 더 데드 III       | 시노하라 준     | 시노하라 준     | 카라스 히로아키 타카다 하루히토 우에다 하나코 이시마루 후미노리 후쿠치 준페이 오가와 아카네 타지마 미즈호 카츠키 마이코 사토 카즈미 마츠다 신지 토리이 하야토 사이토 카이 미야니시 타마코 오가와 리나 미나미하라 요시코 우에타케 야스히코 와다 타쿠야 우라타 후마 | 카라스 히로아키 타카다 하루히토                 | 12월 25일      |

| 마이니치 방송·TBS 계열 일5          | 마이니치 방송·TBS 계열 일5                 | 마이니치 방송·TBS 계열 일5                     |
| 이전 작품                           | 작품명                                     | 다음 작품                                      |
| ----------------------------------- | ------------------------------------------ | ---------------------------------------------- |
| 기동전사 건담 수성의 마녀 (Seoson2) | 좀100 ~좀비가 되기 전에 하고 싶은 100가지~ | 샹그릴라 프론티어 ~망겜 헌터, 갓겜에 도전하다~ |

## 영화
2022년 6월 8일, 넷플릭스에서 영화화될 것으로 발표되었다. 2023년 8월 3일 전 세계 개봉. 주연은 아카소 에이지가 맡았다.